# 魯比 (紐約州)
魯比（英語：Ruby）是位於美國紐約州阿爾斯特縣的普查規定居民點。

## 人口
根據2020年美國人口普查的數據，魯比的面積為1.82平方千米，當中陸地面積為1.81平方千米，而水域面積為0.01平方千米。當地共有人口918人，而人口密度為每平方千米504.4人。